# Sac de Quimper
Guerre de Succession de Bretagne
Batailles
Le sac de Quimper désigne la prise et le pillage de Quimper, le 1er mai 1344, pendant la guerre de Succession de Bretagne. Charles de Blois, soutenu par le roi de France s’oppose à Jean de Montfort appuyé par le roi d'Édouard III d'Angleterre pour la conquête du trône ducal.
Quimper, avec à sa tête l'évêque Alain Le Gall, est favorable au parti de Jean de Montfort et celui-ci prend le contrôle la ville dès 1341. Trois ans plus tard, Charles de Blois, soutenu par les Français, entre en Bretagne la tête d’une puissante armée pour s’emparer de Quimper afin d'isoler le parti de Jean de Montfort. Une tentative pour arrêter les blésistes échoue, les montfortistes bretons y perdant leurs principaux officiers et les troupes anglaises subissant de lourdes pertes.
La défense de Quimper est assurée principalement par un contingent anglais et des bourgeois armés. Après plusieurs semaines de siège, l’assaut final a lieu le 1er mai 1344 près du couvent des Cordeliers. Après six heures de combat, les blésistes parviennent à percer les défenses de la ville. Quimper est alors livrée au pillage, au cours duquel entre 1 400 et 2 000 habitants sont massacrés par les troupes blésistes.
Les soldats anglais faits prisonniers sont épargnés pour être échangés contre rançon. Selon certaines sources, trois Normands  capturés sont emmenés à Paris pour y être jugés pour trahison et exécutés.
Le chanoine de Quimper, Henri de Malestroit, lui aussi arrêté et transféré à Paris est condamné à la prison à vie. Il meurt peu après, après avoir été exposé au pilori devant la cathédrale Notre Dame et lapidé par la foule.